# Heliohebe hulkeana
Heliohebe hulkeana là một loài thực vật có hoa trong họ Huyền sâm. Loài này được (F. Muell.) Garn.-Jones mô tả khoa học đầu tiên năm 1993.